# Luché-Pringé
Luché-Pringé est une commune française, située dans le département de la Sarthe en région Pays de la Loire, peuplée de 1 524 habitants (les Luchois).
Luché-Pringé est établie sur la rive droite du Loir. Alors que la commune a subi un fort exode rural à partir du milieu du XIXe siècle, la population a cessé de décroître dans le dernier quart du XXe siècle, avant de connaître une légère augmentation au début du XXIe siècle.
Luché-Pringé est labellisée au titre des petites cités de caractère de la Sarthe.
Luché et Pringé font partie de la province historique du Maine,, et se situent dans le Haut-Maine (Maine blanc).

## Géographie

### Localisation

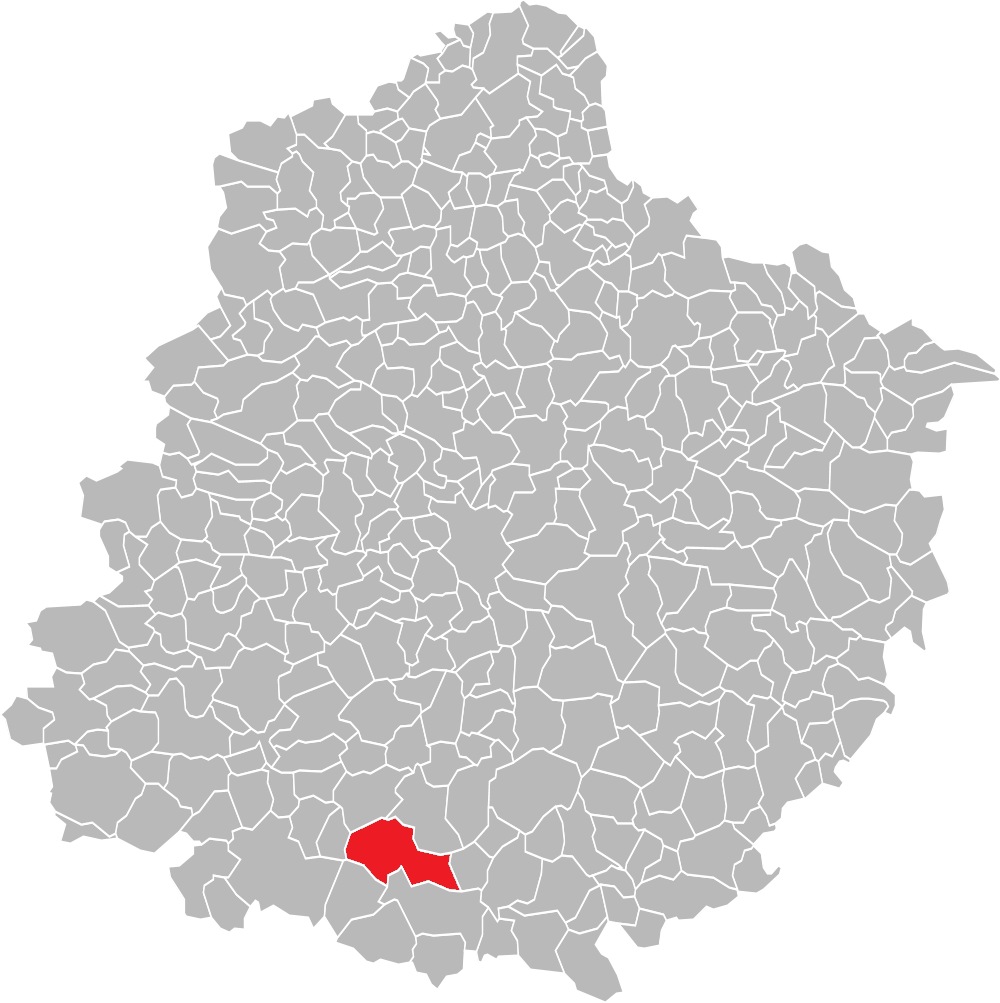
Situation de la commune de Luché-Pringé dans le département de la Sarthe.

Luché-Pringé, commune du sud du département de la Sarthe, est située dans la vallée du Loir. Née de la fusion des villages de Luché et de Pringé au début du XIXe siècle, la commune se trouve, en distances orthodromiques, à 11,1 km de La Flèche, 33,8 km du Mans, 54,1 km d'Angers, 57,1 km de Tours et 211,3 km de Paris. Les communes limitrophes sont Saint-Jean-de-la-Motte, Mansigné, Coulongé, Le Lude, Thorée-les-Pins et Mareil-sur-Loir.
| Mareil-sur-Loir, Saint-Jean-de-la-Motte | Saint-Jean-de-la-Motte   | Mansigné |
| Mareil-sur-Loir                         | Luché-Pringé             | Coulongé |
| Thorée les Pins                         | Thorée les Pins, Le Lude | Le Lude  |

### Géologie et relief
L'altitude de la commune est comprise entre 28 et 109 mètres. Le point le plus bas est situé au barrage du « Moulin des Îles », sur le Loir, à la limite communale avec Thorée-les-Pins et Mareil-sur-Loir, tandis que le point le plus haut est situé au nord de la commune, au château d'eau du « bois des Herses ».
Luché-Pringé est implantée sur la vaste plaine alluviale du Loir. La craie-tuffeau du Turonien affleure tout au long de la rivière, dressant des falaises plus ou moins abruptes, dont une est particulièrement visible à proximité du château de la Grifferie. Les hauteurs sont le plus souvent recouvertes de sables à silex et spongiaires du Sénonien et de colluvions de pente alimentées par les sables du Crétacé supérieur. On trouve l'Éocène au nord de la commune, dans le bois de Gallerande, entre le bois des Herses et les « Gridières », entre Venevelles et « les Hayes » ainsi qu'au bois de Cherbon,,.

### Hydrographie

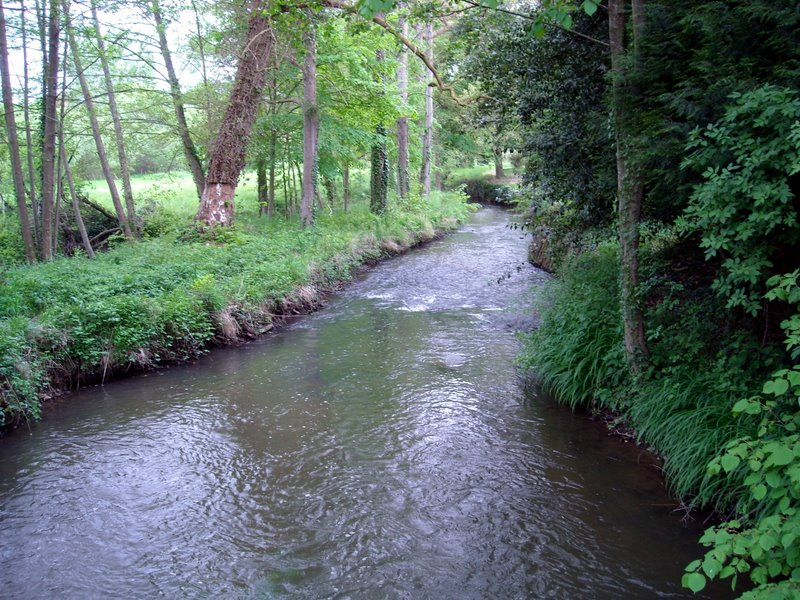
L'Aune, à proximité de Vénevelles.

Luché-Pringé est traversée d'est en ouest par le Loir, long de 317 km et affluent de la Sarthe qu'il rejoint à Angers. Plusieurs ruisseaux affluents du Loir sont recensés sur le territoire de la commune.
Le ruisseau l'Organne, qui prend sa source sur la commune voisine de Coulongé, s'écoule sur 9 km et rejoint le Loir en rive droite au lieu-dit le Port des Roches. Le ruisseau du Portineau, long de 3,2 km, prend sa source dans le bois de Mervé avant de rejoindre le Loir en rive droite. La rivière l'Aune, qui s'écoule sur 29,8 km, rejoint le Loir en amont du bourg de Luché. Son affluent le Casseau, qui la rejoint à proximité du manoir de Venevelles, forme une partie de la frontière avec Mansigné. Le ruisseau de Carpentras, long de 12,5 km et qui rejoint le Loir à hauteur du Moulin des Iles, à l'ouest de la commune, forme la frontière avec Mareil-sur-Loir.

### Climat
Pour des articles plus généraux, voir Climat des Pays de la Loire et Climat de la Sarthe.
En 2010, le climat de la commune est de type climat océanique dégradé des plaines du Centre et du Nord, selon une étude du CNRS s'appuyant sur une série de données couvrant la période 1971-2000. En 2020, Météo-France publie une typologie des climats de la France métropolitaine dans laquelle la commune est exposée à un climat océanique et est dans la région climatique  Moyenne vallée de la Loire, caractérisée par une bonne insolation (1 850 h/an) et un été peu pluvieux. 
Pour la période 1971-2000, la température annuelle moyenne est de 11,3 °C, avec une amplitude thermique annuelle de 14,5 °C. Le cumul annuel moyen de précipitations est de 677 mm, avec 11,8 jours de précipitations en janvier et 6,6 jours en juillet. Pour la période 1991-2020, la température moyenne annuelle observée sur la station météorologique installée sur la commune est de 12,4 °C et le cumul annuel moyen de précipitations est de 658,2 mm,. Pour l'avenir, les paramètres climatiques de la commune estimés pour 2050 selon différents scénarios d'émission de gaz à effet de serre sont consultables sur un site dédié publié par Météo-France en novembre 2022.
| Mois                                  | jan.          | fév.           | mars          | avril         | mai           | juin         | jui.          | août          | sep.          | oct.          | nov.          | déc.          | année      |
| ------------------------------------- | ------------- | -------------- | ------------- | ------------- | ------------- | ------------ | ------------- | ------------- | ------------- | ------------- | ------------- | ------------- | ---------- |
| Température minimale moyenne (°C)     | 2,9           | 2,5            | 4,2           | 6,5           | 9,6           | 12,9         | 14,5          | 14,1          | 11,7          | 9,3           | 5,9           | 3,1           | 8,1        |
| Température moyenne (°C)              | 5,5           | 5,8            | 8,4           | 11,6          | 14,6          | 18,3         | 20,3          | 19,8          | 17,1          | 13,2          | 8,9           | 5,8           | 12,4       |
| Température maximale moyenne (°C)     | 8,1           | 9,2            | 12,5          | 16,7          | 19,6          | 23,6         | 26            | 25,4          | 22,5          | 17,1          | 11,9          | 8,5           | 16,8       |
| Record de froid (°C) date du record   | −11 07.01.09  | −11,2 12.02.12 | −8,6 01.03.05 | −2,1 04.04.22 | 1,7 14.05.10  | 4,6 01.06.06 | 8,2 16.07.12  | 7,2 21.08.14  | 2,9 26.09.10  | −1,1 21.10.10 | −4,8 30.11.10 | −6,7 17.12.09 | −11,2 2012 |
| Record de chaleur (°C) date du record | 15,8 24.01.16 | 21,2 27.02.19  | 25,3 31.03.21 | 28,5 30.04.05 | 32,2 27.05.05 | 40 29.06.19  | 40,3 25.07.19 | 39,4 10.08.03 | 35,2 09.09.23 | 30,5 02.10.23 | 21,7 01.11.15 | 16,1 19.12.15 | 40,3 2019  |
| Précipitations (mm)                   | 64,4          | 49             | 54,7          | 46,5          | 55,1          | 51,1         | 42,2          | 48            | 39,3          | 71,8          | 65,6          | 70,5          | 658,2      |

### Voies de communication et transport

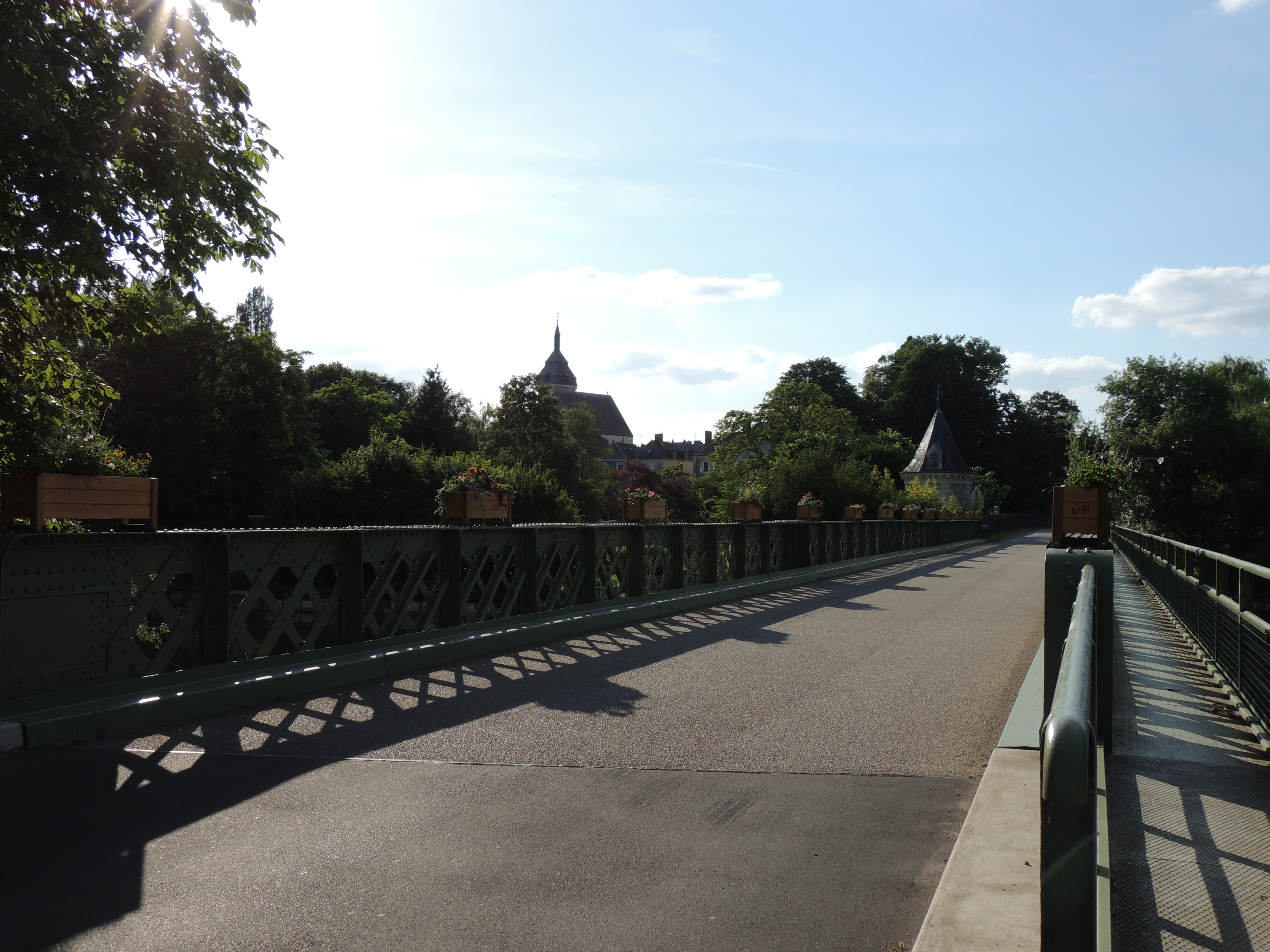
Le pont sur le Loir, à l'entrée du bourg de Luché en provenance du Lude.

#### Réseau routier
Plusieurs routes départementales desservent Luché-Pringé. La D 13 pénètre sur le territoire de la commune au nord-est, depuis Mansigné, et repart à l'ouest en direction de Mareil-sur-Loir. La D 54 traverse la commune du sud, en provenance du Lude, vers le nord, en direction de Saint-Jean-de-la-Motte. Ces deux routes départementales se croisent au niveau du bourg de Luché.
À l'est, la D 214 relie Luché-Pringé à la commune voisine de Coulongé. Au sud, la D 158 arrive en provenance de Thorée-les-Pins.

#### Transport en commun
La ligne 18 du réseau TIS, qui relie Le Lude au Mans, dessert la commune. Un arrêt est situé place de la Résistance, au carrefour de la D 13 et de la D 54, et un autre rue de la Croix Blanche près du gymnase Brossard.
Le transport scolaire est géré par le conseil général de la Sarthe. Plusieurs arrêts sont programmés à Luché-Pringé, notamment pour se rendre au collège du Lude, ainsi qu'aux collèges et lycées de La Flèche.
Luché était autrefois desservi par la ligne de chemin de fer qui reliait Aubigné à Sablé. Depuis sa mise hors service, la voie a alors été déferrée pour être transformée en voie verte.

#### Voie verte Le Lude - La Flèche - Baugé
Au niveau de l'ancienne gare passe la voie verte qui relie Le Lude à Baugé via La Flèche,.

## Urbanisme

### Typologie
Au 1er janvier 2024, Luché-Pringé est catégorisée commune rurale à habitat très dispersé, selon la nouvelle grille communale de densité à sept niveaux définie par l'Insee en 2022.
Elle est située hors unité urbaine. Par ailleurs la commune fait partie de l'aire d'attraction de La Flèche, dont elle est une commune de la couronne,. Cette aire, qui regroupe 11 communes, est catégorisée dans les aires de moins de 50 000 habitants,.

### Occupation des sols
L'occupation des sols de la commune, telle qu'elle ressort de la base de données européenne d’occupation biophysique des sols Corine Land Cover (CLC), est marquée par l'importance des territoires agricoles (74,7 % en 2018), en diminution par rapport à 1990 (76,4 %). La répartition détaillée en 2018 est la suivante : 
terres arables (45,4 %), prairies (23,1 %), forêts (20,6 %), zones agricoles hétérogènes (6,1 %), zones urbanisées (1,5 %), eaux continentales (1,4 %), mines, décharges et chantiers (0,9 %), zones industrielles ou commerciales et réseaux de communication (0,5 %), milieux à végétation arbustive et/ou herbacée (0,5 %). L'évolution de l’occupation des sols de la commune et de ses infrastructures peut être observée sur les différentes représentations cartographiques du territoire : la carte de Cassini (XVIIIe siècle), la carte d'état-major (1820-1866) et les cartes ou photos aériennes de l'IGN pour la période actuelle (1950 à aujourd'hui).

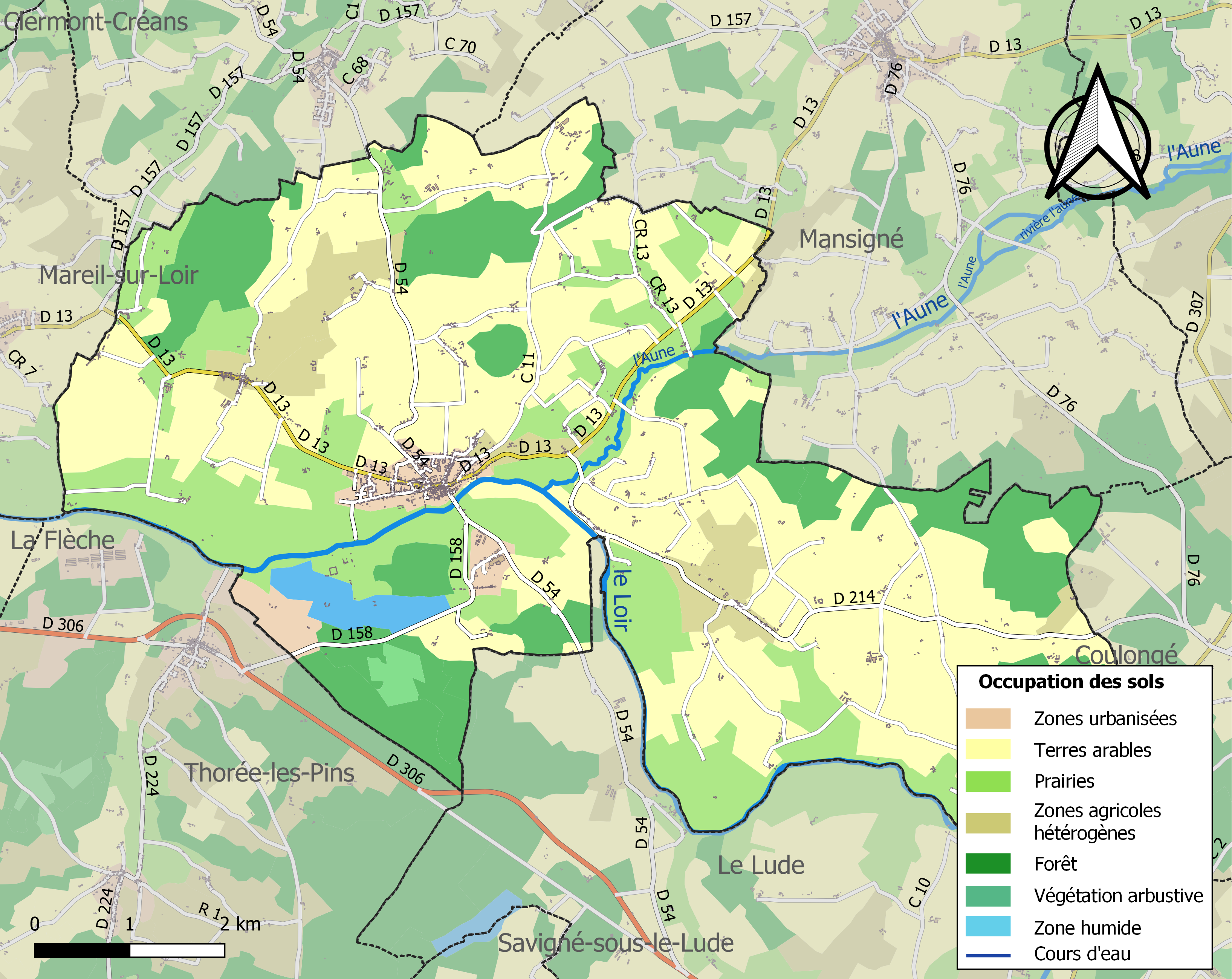
Carte des infrastructures et de l'occupation des sols de la commune en 2018 (CLC).

### Logements
Luché-Pringé comptait 874 logements en 2008, principalement des maisons (93,5 %), soit 82 logements de plus qu'en 1999. 77,7 % des logements de la commune sont des résidences principales, contre 11,9 % de résidences secondaires et 10,4 % de logements vacants. Les constructions sont relativement anciennes puisque 53,4 % des résidences principales ont été construites avant 1949.
Les habitants sont majoritairement propriétaires, à 72,5 %, contre 27 % de locataires dont 7,8 % de locataires d'un logement HLM. Plus de la moitié (52,3 %) des ménages luchois occupent leur résidence depuis plus de 10 ans.

## Toponymie
La localité de Luché est mentionnée sous la forme Luppiaco dans un manuscrit du IXe siècle.
Il s'agit d'un nom de domaine gallo-romain, basé sur le nom d'un propriétaire terrien dénommé Luppius, suivi du suffixe (-i)-acum, d'origine gauloise.
Le toponyme Pringé est issu de Primiacum, de l'anthroponyme gallo-romain Primius, suivi du suffixe (-i)acum.
Remarque : le suffixe (-i)acum a abouti généralement à la terminaison -é dans tout l'ouest de la France, alors qu'il s'est fixé sous la forme -(i)ac au sud et dans certaines régions de Bretagne.

## Histoire
Luché (Luciacum) est citée dans les Actes des évêques du Mans parmi les dix-sept paroisses fondées au IVe siècle par saint Liboire, évêque du Mans, ce qui en fait l'une des plus anciennes paroisses du Maine.
Sous l'Ancien Régime, la commune dépendait de la sénéchaussée angevine de Baugé et du tribunal spécial ou « greniers à sel » du Lude.
En février 1800, 150 Chouans emmenés par Lamotte-Mervé attaquent des gardes nationaux dans les bois de Mervé, entre Thorée et Luché.
Dans la nuit du 27 au 28 juin 1921, un orage important provoque un incendie qui ravage l'église Saint-Martin de Luché. Le clocher est restauré mais la nef, entièrement détruite par le sinistre, est seulement reconstruite en partie.

## Politique et administration

### Situation administrative
Luché-Pringé appartient à la communauté de communes Sud Sarthe.
Sur le plan électoral, Luché-Pringé fait partie du canton du Lude et relève de la 3e circonscription législative de la Sarthe, dont le député est Pascale Fontenel-Personne depuis les élections législatives de 2017.
La sous-préfecture est à La Flèche, tout comme le tribunal d'instance.

### Administration municipale
| Période                                  | Période    | Identité                     | Étiquette     | Qualité                              |
| ---------------------------------------- | ---------- | ---------------------------- | ------------- | ------------------------------------ |
| 1814                                     | 1830       | Armand Lebaigle              |               |                                      |
| 1830                                     | 1835       | François Robineau des Roches |               |                                      |
| 1835                                     | 1846       | Charles Dabaret              |               | Chevalier de la Légion d'honneur     |
| 1846                                     | 1852       | Auguste Lalleman             |               |                                      |
| 1852                                     | 1860       | Alphonse Paumier             |               |                                      |
| 1860                                     | 1870       | Adolphe Vérité               |               |                                      |
| 1870                                     | 1878       | Alfred de Ruillé             |               |                                      |
| 1878                                     | 1884       | Victor Vaumoron              |               |                                      |
| 1884                                     | 1997       | Marin Brocherie              |               |                                      |
| 1897                                     | 1922       | Henri Bourdin                |               |                                      |
| 1922                                     | 1932       | Joseph Chaligné              |               |                                      |
| 1932                                     | 1943       | Henri Rousseau               |               |                                      |
| 1943                                     | 1945       | Michel Bouchenoire           |               |                                      |
| 1945                                     | 1953       | Robert Busson                |               |                                      |
| 1953                                     | 1955       | Aurélien Pepin               |               |                                      |
| 1955                                     | 1965       | Alexandre Lelarge            |               |                                      |
| 1965                                     | 1989       | André Jaffrezic              |               | Pharmacien                           |
| 1989                                     | avril 2012 | Raymond Brossard             |               | Président de la CdC du Bassin ludois |
| juin 2012                                | mars 2014  | Bernard Taillebois           |               |                                      |
| mars 2014                                | En cours   | Marc Lesschaeve              | Divers droite | Retraité de l'industrie              |
| Les données manquantes sont à compléter. |            |                              |               |                                      |

Le conseil municipal siège à la mairie, située dans le bourg de Luché, et compte dix-neuf membres dont le maire et cinq adjoints.

## Population et société

### Démographie

#### Évolution démographique
L'évolution du nombre d'habitants est connue à travers les recensements de la population effectués dans la commune depuis 1793. Pour les communes de moins de 10 000 habitants, une enquête de recensement portant sur toute la population est réalisée tous les cinq ans, les populations de référence des années intermédiaires étant quant à elles estimées par interpolation ou extrapolation. Pour la commune, le premier recensement exhaustif entrant dans le cadre du nouveau dispositif a été réalisé en 2008.
En 2022, la commune comptait 1 524 habitants, en évolution de −2,81 % par rapport à 2016 (Sarthe : −0,25 %, France hors Mayotte : +2,11 %).
| 1793  | 1800  | 1806  | 1821  | 1831  | 1836  | 1841  | 1846  | 1851  |
| ----- | ----- | ----- | ----- | ----- | ----- | ----- | ----- | ----- |
| 1 945 | 2 058 | 2 332 | 2 418 | 2 626 | 2 568 | 2 683 | 2 704 | 2 621 |

| 1856  | 1861  | 1866  | 1872  | 1876  | 1881  | 1886  | 1891  | 1896  |
| ----- | ----- | ----- | ----- | ----- | ----- | ----- | ----- | ----- |
| 2 666 | 2 555 | 2 507 | 2 529 | 2 435 | 2 310 | 2 242 | 2 240 | 2 207 |

| 1901  | 1906  | 1911  | 1921  | 1926  | 1931  | 1936  | 1946  | 1954  |
| ----- | ----- | ----- | ----- | ----- | ----- | ----- | ----- | ----- |
| 2 189 | 2 144 | 2 041 | 1 832 | 1 827 | 1 822 | 1 874 | 1 804 | 1 767 |

| 1962  | 1968  | 1975  | 1982  | 1990  | 1999  | 2006  | 2008  | 2013  |
| ----- | ----- | ----- | ----- | ----- | ----- | ----- | ----- | ----- |
| 1 557 | 1 433 | 1 384 | 1 433 | 1 486 | 1 531 | 1 621 | 1 647 | 1 601 |

| 2018  | 2022  | - | - | - | - | - | - | - |
| ----- | ----- | - | - | - | - | - | - | - |
| 1 555 | 1 524 | - | - | - | - | - | - | - |

#### Pyramide des âges
En 2018, le taux de personnes d'un âge inférieur à 30 ans s'élève à 28,7 %, soit en dessous de la moyenne départementale (34,6 %). À l'inverse, le taux de personnes d'âge supérieur à 60 ans est de 34,2 % la même année, alors qu'il est de 28,2 % au niveau départemental.
En 2018, la commune comptait 781 hommes pour 774 femmes, soit un taux de 50,23 % d'hommes, légèrement supérieur au taux départemental (48,66 %).
Les pyramides des âges de la commune et du département s'établissent comme suit.
| Hommes | Classe d’âge | Femmes |
| ------ | ------------ | ------ |
| 1,0    | 90 ou +      | 1,9    |
| 12,2   | 75-89 ans    | 14,3   |
| 18,8   | 60-74 ans    | 20,2   |
| 21,6   | 45-59 ans    | 21,8   |
| 15,4   | 30-44 ans    | 15,2   |
| 14,1   | 15-29 ans    | 11,5   |
| 16,9   | 0-14 ans     | 15,0   |

| Hommes | Classe d’âge | Femmes |
| ------ | ------------ | ------ |
| 1      | 90 ou +      | 2,3    |
| 7,9    | 75-89 ans    | 10,6   |
| 17,8   | 60-74 ans    | 18,6   |
| 20,2   | 45-59 ans    | 19,3   |
| 17,1   | 30-44 ans    | 16,8   |
| 17,3   | 15-29 ans    | 15,6   |
| 18,7   | 0-14 ans     | 16,8   |

### Enseignement
Luché-Pringé est rattachée à la circonscription de La Flèche de l'inspection académique de la Sarthe, dans l'académie de Nantes.
La commune administre une école primaire, l'école Georges-Jean, construite en 1957,. Les collégiens luchois se rendent pour la plupart au collège des Quatre-Vents, situé au Lude, tandis que le lycée le plus proche, le lycée d'Estournelles-de-Constant, est situé à La Flèche.

### Santé
Luché-Pringé dispose d'une maison médicale, inaugurée en février 2007, qui regroupe trois médecins généralistes ainsi qu'un dentiste, une infirmière, un kinésithérapeute, un podologue et un psychothérapeute. L'hôpital le plus proche est le Pôle Santé Sarthe et Loir, situé sur la commune du Bailleul.

### Médias
Excepté le fascicule La Lorgnette édité chaque mois par la mairie, aucun média ne traite uniquement de Luché-Pringé.
Un bulletin paroissial, Nos 5 clochers, tiré et diffusé chaque trimestre à 900 exemplaires, traite de l'actualité (pas seulement paroissiale) et de l'histoire de Luché-Pringé, mais aussi des communes de Thorée-les-Pins, Mareil-sur-Loir et Saint-Jean-de-la-Motte.
Les journaux régionaux et locaux, comme les quotidiens Ouest-France et Le Maine libre, traitent régulièrement de Luché-Pringé dans leurs rubriques locales. Les Luchois reçoivent, outre certaines stations de radio nationales, les programmes de France Bleu Maine, radio locale de service public, depuis le 1er juin 2010. La commune est couverte par les programmes de France 3 Pays de la Loire ainsi que de la chaîne locale LMTV.

### Cultes
Luché-Pringé constitue une paroisse, qui regroupe également les communes de Thorée-les-Pins, Mareil-sur-Loir et Saint-Jean-de-la-Motte, au sein du diocèse du Mans. Les Luchois disposent de deux lieux de culte : l'église Saint-Martin de Luché et l'église Notre-Dame de Pringé.

## Économie

### Revenus de la population
En 2010, le revenu fiscal médian par ménage était de 24 688 €, ce qui plaçait Luché-Pringé au 23 677e rang parmi les 31 347 communes de plus de 50 ménages en métropole. Sur les 934 foyers fiscaux que comptait la commune, seuls 423 étaient imposables, soit un taux de 45,3 %, très inférieur à la moyenne départementale (52,9 %).

### Emploi
En 2009, la population luchoise âgée de 15 à 64 ans s'élevait à 927 individus parmi lesquels on comptait 70,4 % d'actifs, dont 64,1 % ayant un emploi. Parmi les actifs ayant un emploi, 37,6 % travaillaient à Luché-Pringé, 56,3 % dans une autre commune du département de la Sarthe et 6,1 % dans un autre département ou à l'étranger.
Le nombre d'emplois dans la commune était de 614 en 2009. Le nombre d'actifs ayant un emploi résidant dans la commune étant de 599, l'indicateur de concentration d'emploi est de 102,5 % ce qui signifie que la commune offre approximativement un emploi pour chaque Luchois actif.
En 2009, le taux de chômage était de 9,0 % (contre 12,2 % en 1999) dont les deux-tiers étaient des femmes. L'agence Pôle emploi pour la recherche d'emploi la plus proche est localisée à La Flèche.

### Kiki

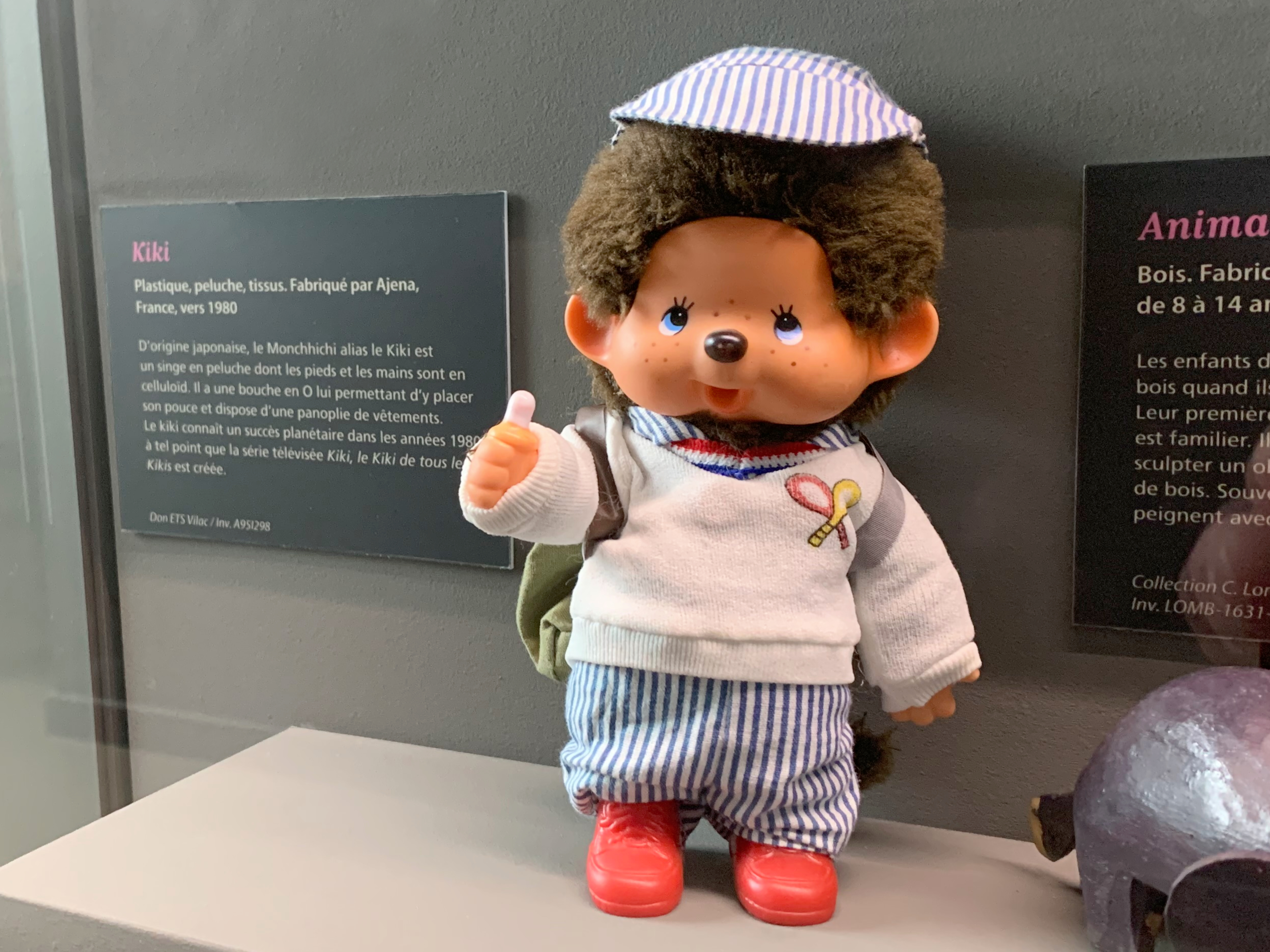
Un Kiki aux yeux bleus fabriqué à Luché-Pringé et exposé au Musée du jouet de Moirans-en-Montagne.

De 1978 aux années 1990, l'usine Ajena, qui se situait rue Saint-Jean-de-la-Motte à Luché-Pringé et qui avait été rachetée en 1989 par le groupe Nounours basé à Châtillon-en-Vendelais en Ille-et-Vilaine, a longtemps assuré la fabrication des Kikis français et de leurs vêtements. C'est également dans cette usine qu'était fabriqué la mascotte du Crédit Lyonnais, un lion en peluche remis au maillot jaune à chaque étape sur le podium du Tour de France. Hélas, l'usine a été fermée le 1er décembre 1997.

### Tourisme
Luché-Pringé dispose de deux campings :
- la Chabotière (trois étoiles) ;
- les Fontenelles (deux étoiles).

Le bord du Loir est aménagé en « plage », avec une buvette, proposant diverses activités avec :
- piscine (deux bassins dont un de 25 m) ;
- court de tennis ;
- mini-golf ;
- location de canoës, pédalos et barques ;
- tennis de table ;
- jeux pour enfants.

## Culture et patrimoine
Au cœur de la vallée du Loir, pays d'art et d'histoire, Luché-Pringé possède un riche patrimoine architectural et naturel. Avec sept monuments classés ou inscrits, elle est la troisième commune sarthoise comptant le plus de monuments historiques. Par ailleurs, l'ensemble du centre-bourg de Luché est classé en zone de protection du patrimoine architectural, urbain et paysager (ZPPAUP).

### Lieux et monuments

#### Patrimoine religieux
- Église Saint-Martin de Luché, des XIIIe et XVIe siècles, partiellement classée (chœur) au titre des monuments historiques depuis le 22 juillet 1913[53].
- Église Notre-Dame-de-l'Assomption de Pringé, des XIIe, XIIIe et XVe siècles, classée au titre des monuments historiques depuis le 24 mars 1975[54].
- Prieuré de Luché, des XIIe et XVe siècles, partiellement inscrit (façades et toitures) au titre des monuments historiques depuis le 20 mars 1978[55].

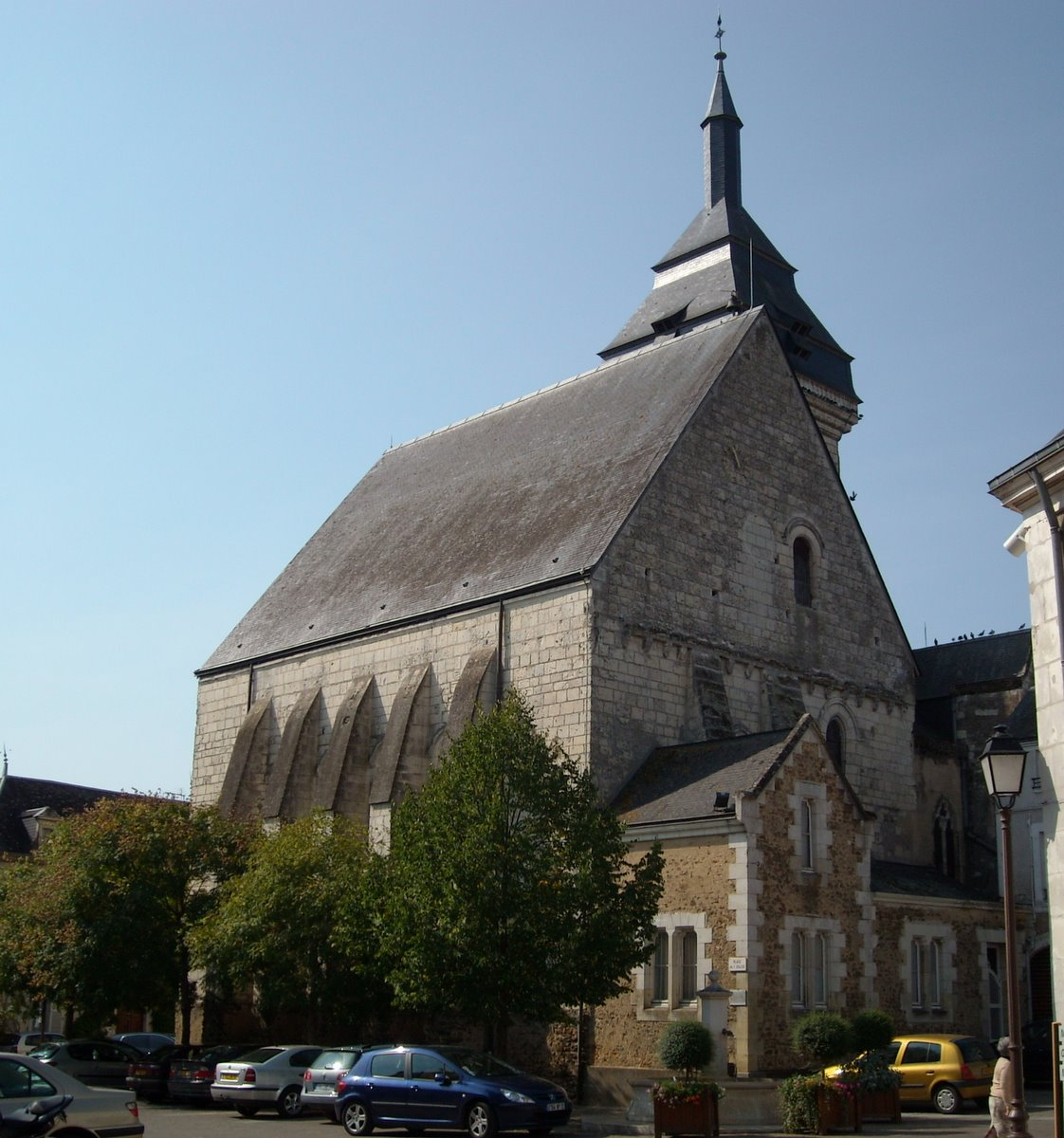
L'église Saint-Martin de Luché.
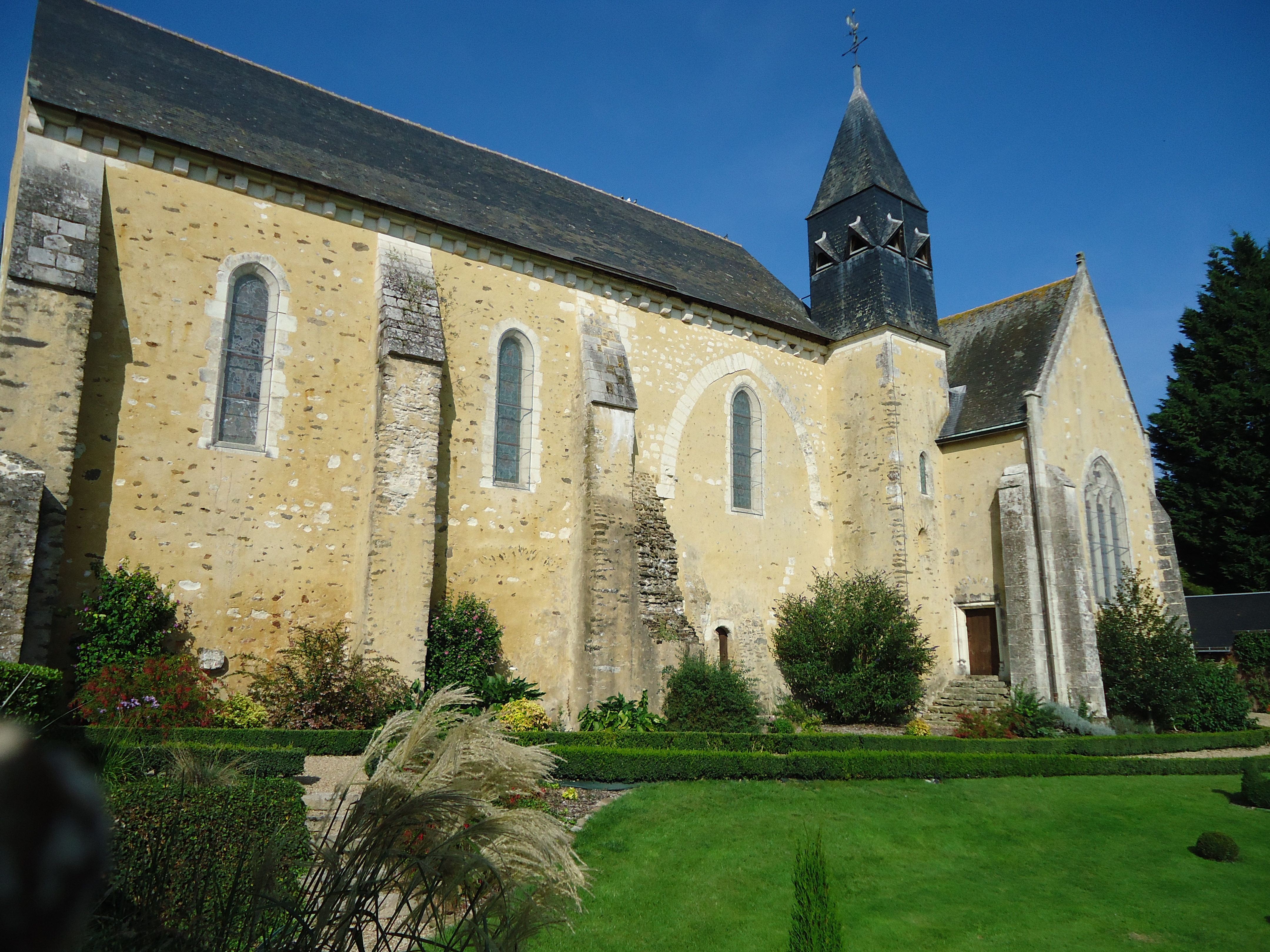
L'église Notre-Dame-de-l'Assomption de Pringé.
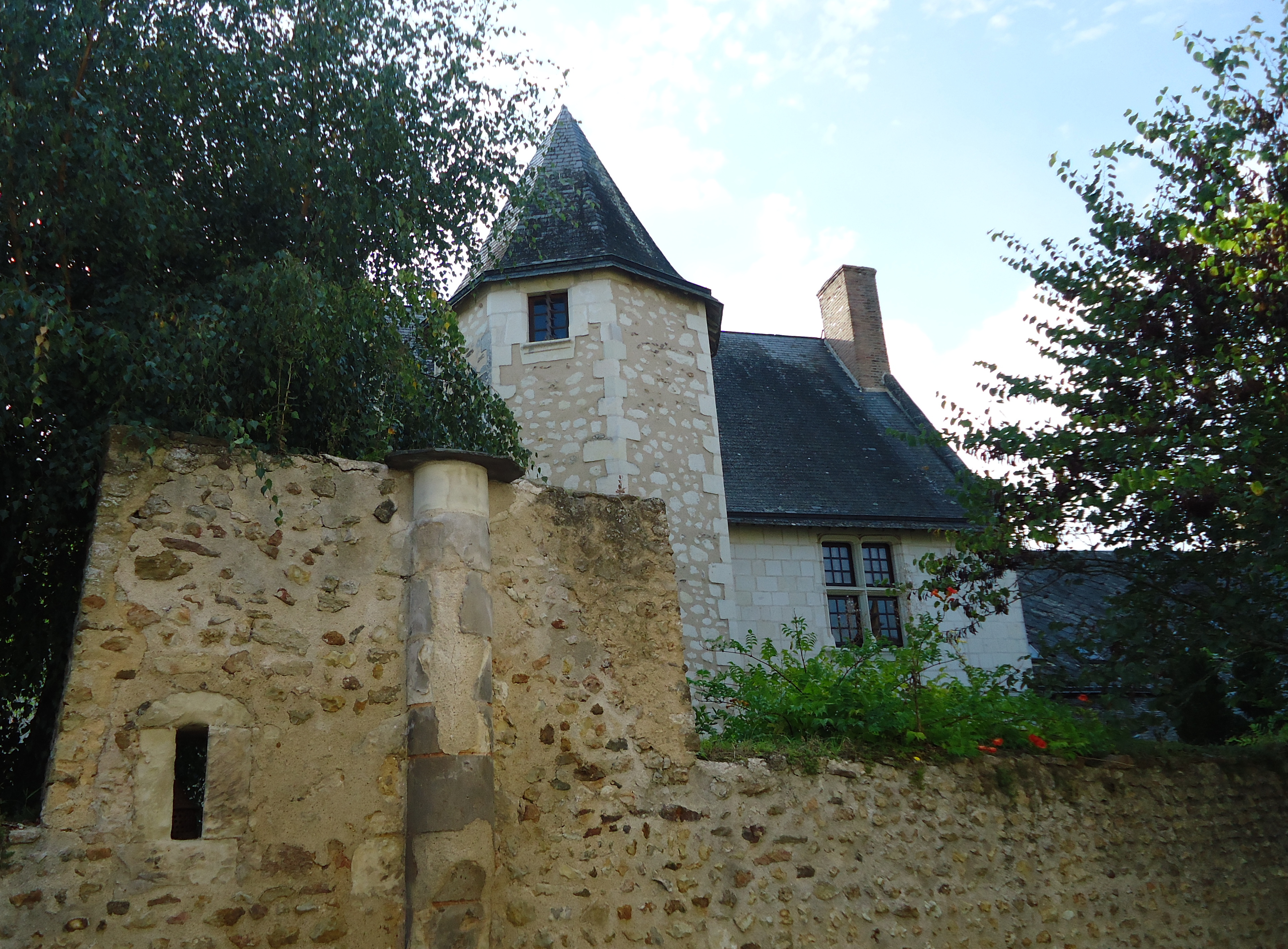
Le prieuré de Luché.

#### Châteaux et manoirs
- Château de Gallerande, des XIe, XVe et XVIe siècles, site classé le 17 janvier 1944[56].
- Château de la Grifferie, des XVIIe, XVIIIe et XIXe siècles, inscrit au titre des monuments historiques depuis le 24 juin 1976[57].
- Manoir de Venevelles, des XVe, XVIe et XVIIIe, inscrit au titre des monuments historiques depuis le 21 janvier 1963[58].
- Manoir (ancien presbytère) jouxtant l'église de Pringé.
- Manoir des Hayes-le-Vicomte, des XVIe, XVIIe et XVIIIe siècles.

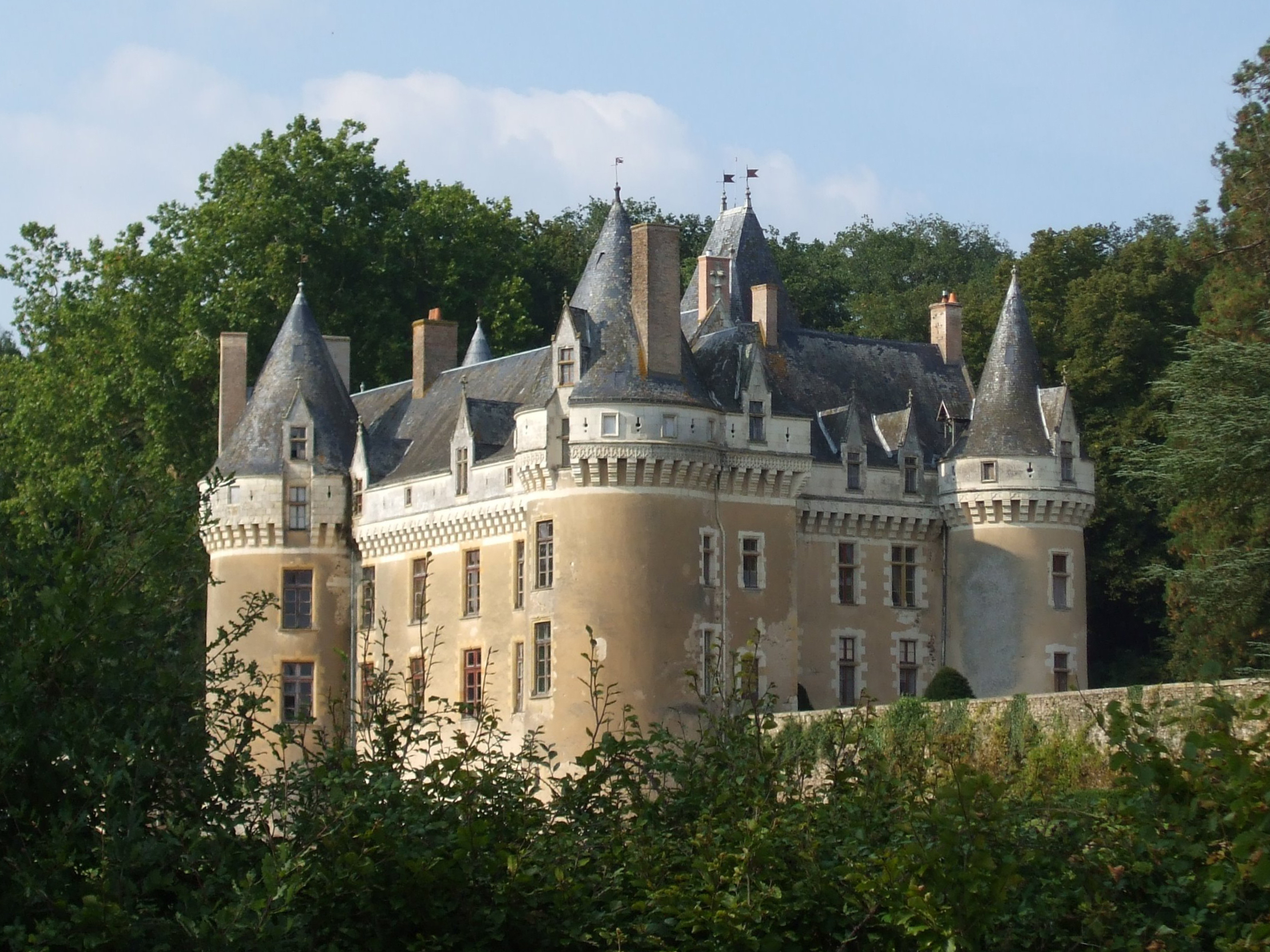
Les façades sud et est du château de Gallerande.
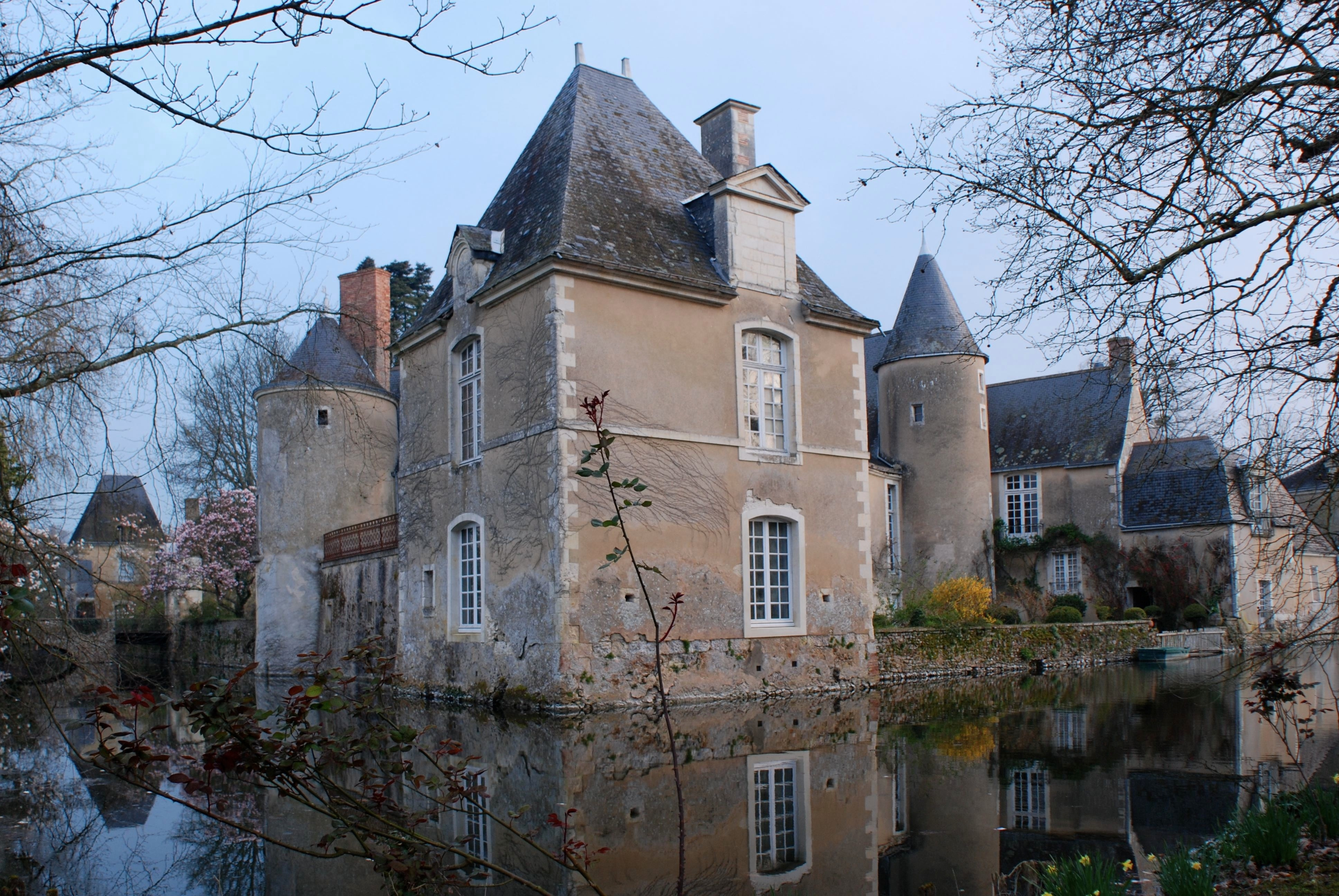
Le manoir de Venevelles.
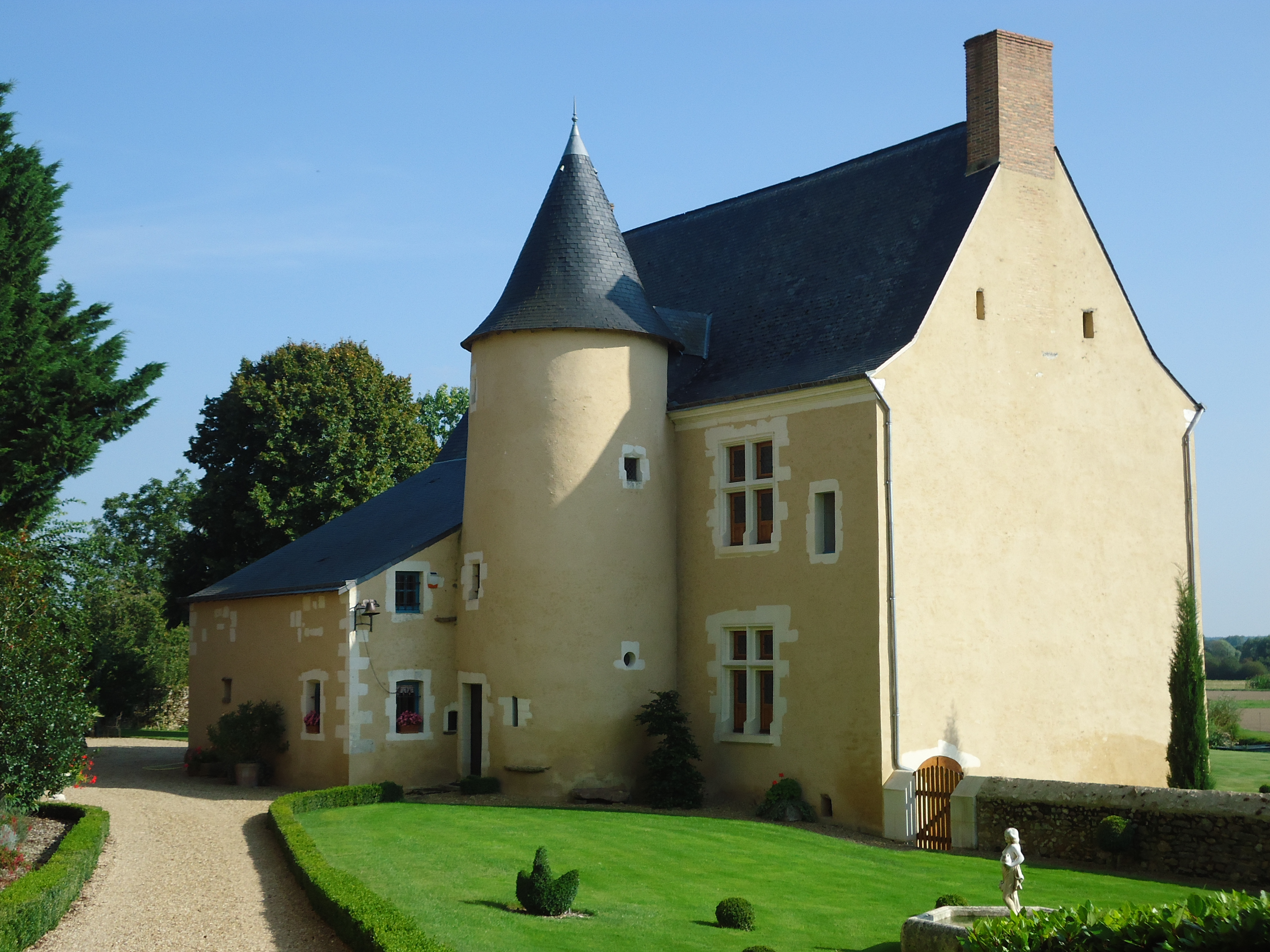
Le manoir jouxtant l'église de Pringé.
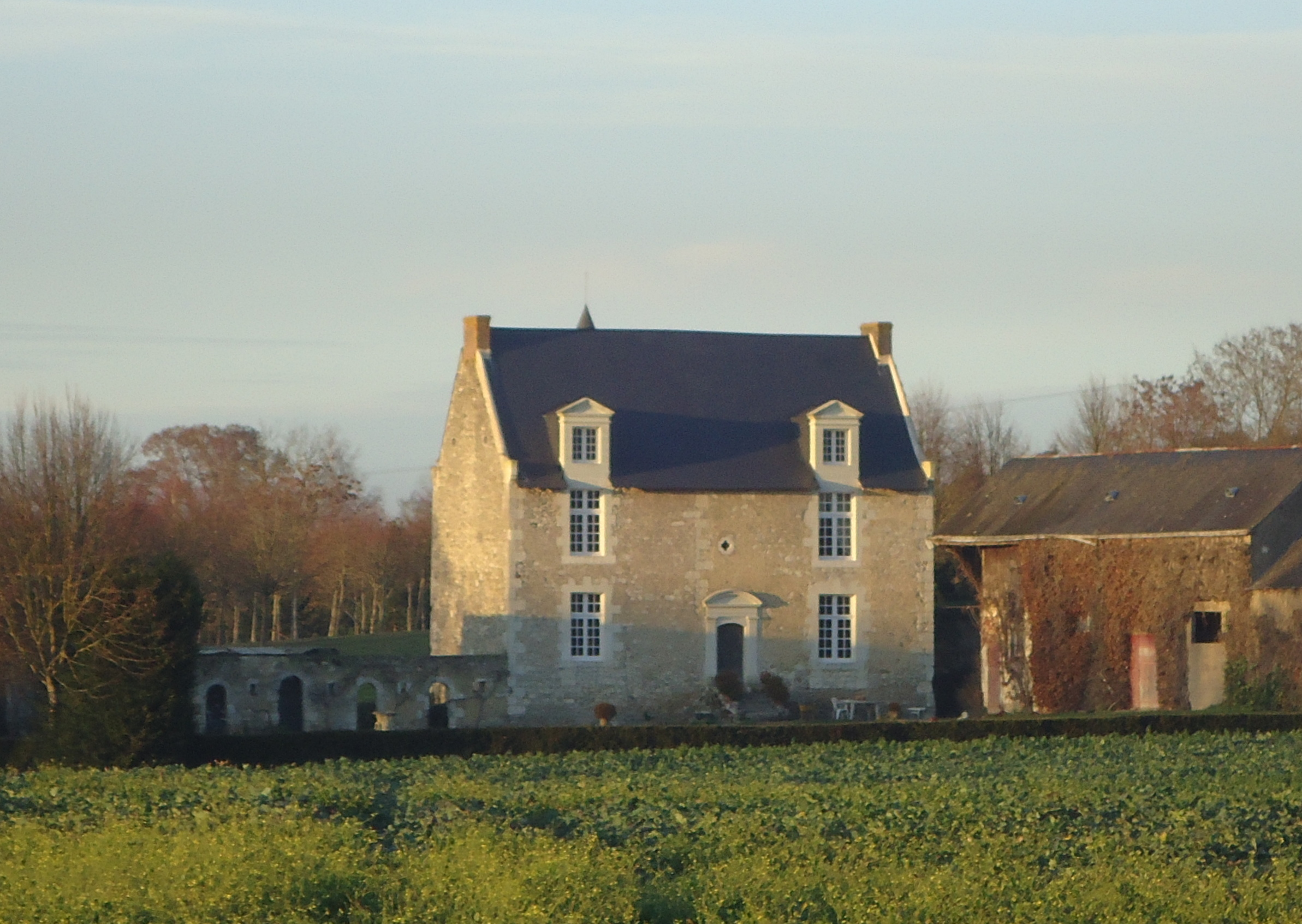
Le manoir des Hayes-le-Vicomte.

#### Autres monuments
- Moulin fortifié de Mervé, du XVe siècle, sur la rive gauche du Loir, inscrit au titre des monuments historiques depuis le 22 décembre 1927[59].
- Moulin à Tan, ou moulin de Brard, des XVIe et XIXe siècles, sur l'Aune.
- Maison de village, du XVIe siècle, à proximité de la mairie, inscrite au titre des monuments historiques depuis le 21 mai 1926[60].

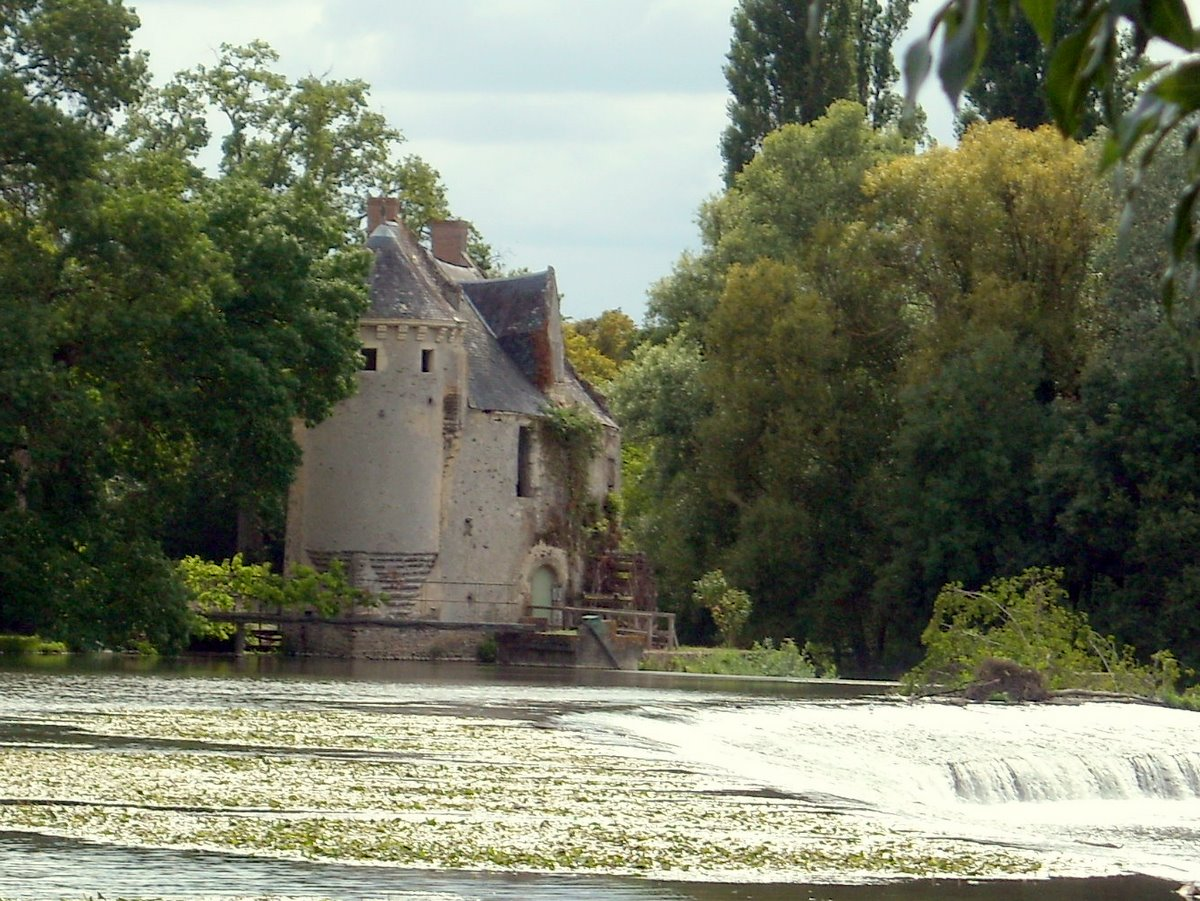
Le moulin de Mervé.
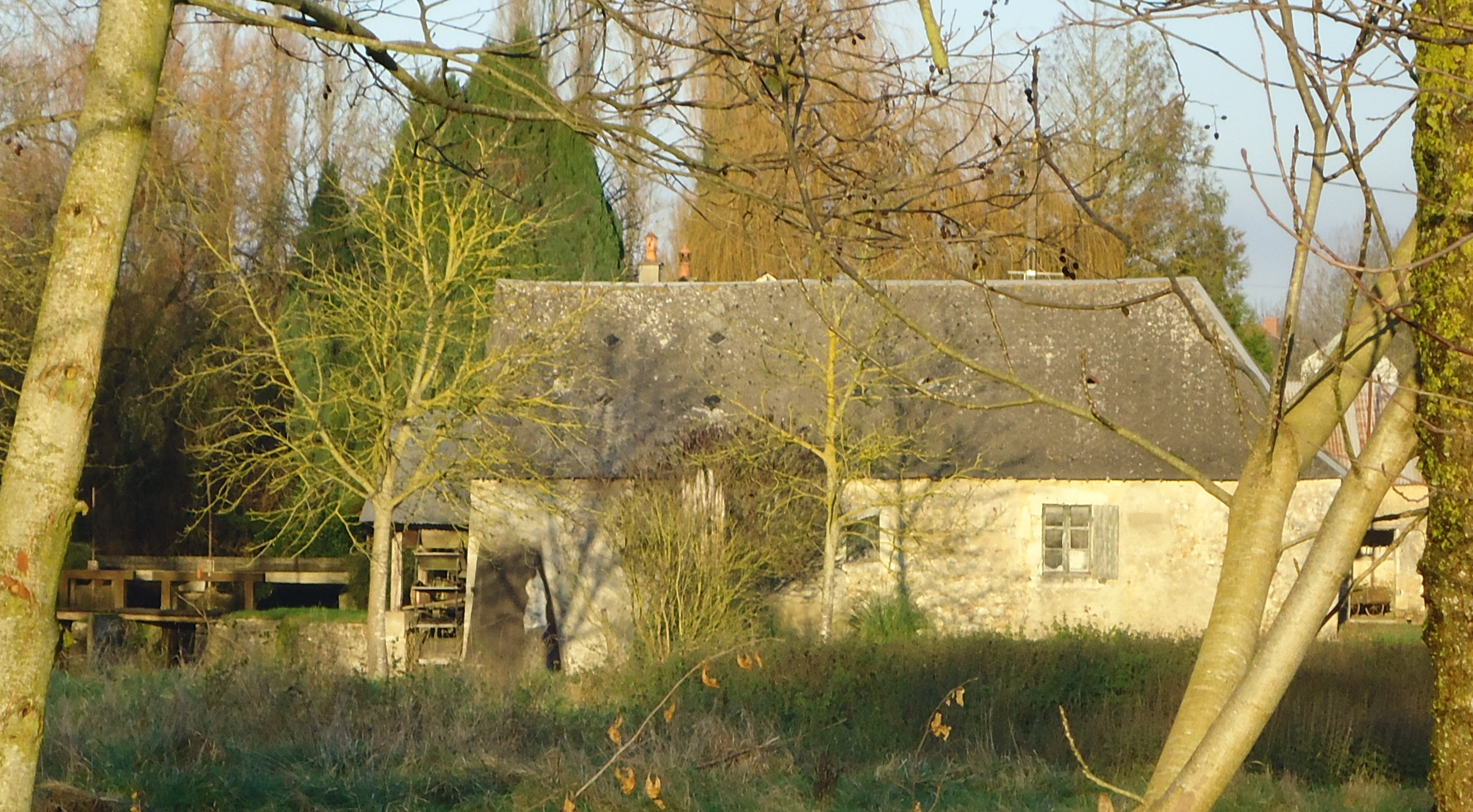
Le moulin à Tan ou moulin de Brard.
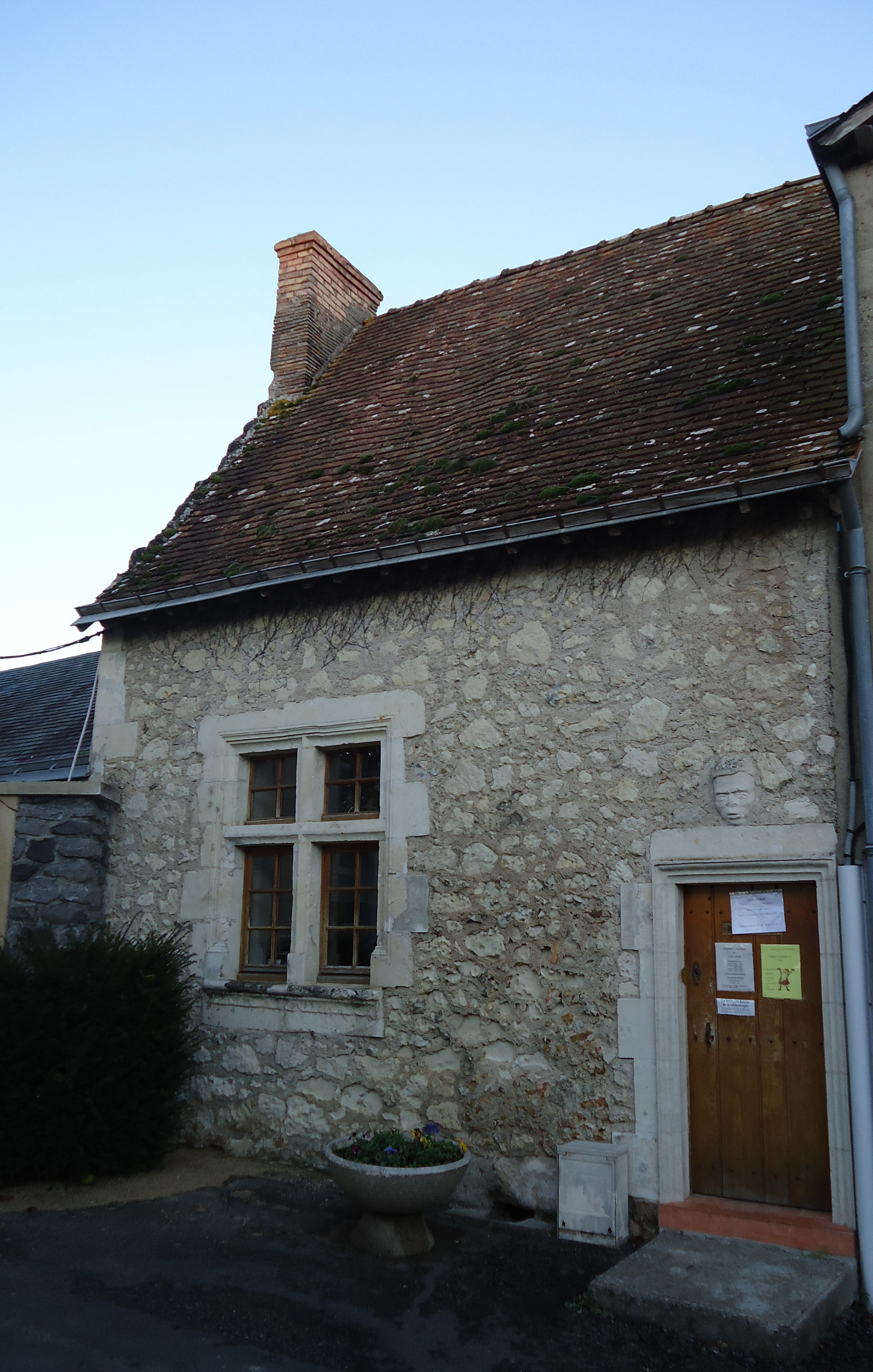
La maison du XVIe.

### Patrimoine naturel
La commune de Luché-Pringé présente un riche patrimoine naturel comme en témoignent son intégration au réseau Natura 2000, la présence d'une réserve naturelle régionale l'inclusion de plusieurs secteurs de son territoire dans l'aire de cinq zones naturelles d'intérêt écologique, faunistique et floristique.

#### Réseau Natura 2000
Luché-Pringé est l'une des 15 communes intégrées au réseau Natura 2000 de la « Vallée du Loir de Vaas à Bazouges ». La zone ainsi constituée bénéficie d'abord d'un classement en site d'importance communautaire (SIC) en 2004 puis en zone spéciale de conservation (ZSC) en 2015. L'ensemble du site s'étend de part et d'autre du Loir sur une surface de 4 018 hectares dont 731 à Luché-Pringé et présente un intérêt par la diversité de ses habitats naturels. Le classement du site vise la préservation des espèces présentes sur le territoire et celle de leurs milieux de vie, notamment de leurs sites de reproduction. Les différentes prospections menées sur le terrain ont fait apparaître la présence sur la commune de plusieurs espèces vulnérables ou menacées comme le Grand capricorne (Cerambyx cerdo) et l'Agrion de Mercure (Coenagrion mercuriale).

#### Réserve naturelle régionale
La Réserve naturelle régionale du coteau et prairies des Caforts est créée le 14 décembre 2009 par le conseil régional des Pays de la Loire. Elle regroupe, sur une superficie de 3,2 hectares, un coteau sec, une prairie humide et un ensemble de cavités dont étaient extraites les pierres de tuffeau utilisées pour les constructions locales. Au total, 274 espèces végétales sont recensées sur le site. L'exposition plein sud du coteau calcaire et son sol pauvre et sec favorisent le développement d'une végétation basse, dont plusieurs espèces d'orchidées comme l'Orchis singe (Orchis simia) et l'Ophrys araignée (Ophrys sphegodes). La faune y est également remarquable par la présence de nombreux reptiles et de plusieurs espèces de papillons comme l'Azuré du serpolet, protégé sur le plan national. La prairie humide qui borde le ruisseau l'Organne, de l'autre côté de la route départementale qui passe en contrebas du coteau, abrite plusieurs espèces végétales rares en Sarthe comme le Souchet long (Cyperus longus) et le Pigamon jaune (Thalictrum flavum). Le Cuivré des marais (Lycaena dispar), un papillon protégé au niveau européen, fait l'objet d'un suivi scientifique sur le site de la réserve. La maison troglodytique des Caforts et ses 910 mètres de galeries souterraines constituent un refuge pour une douzaine d'espèces de chauves-souris. Quatre autres espèces sont recensées sur la prairie et le coteau.

#### Zones nationales d'intérêt écologique, faunistique et floristique
Les Bois de Mervé et de Coulaines, d'une superficie d'un peu plus de 263 hectares, sont une ZNIEFF de type 1 qui s'étend à la fois sur la commune de Luché-Pringé et sur celle de Thorée-les-Pins. Constituée de boisements variés, de pelouses marécageuses et d'un étang récemment creusé, elle présente un fort intérêt botanique avec la présence de deux espèces protégées sur le plan national, le Droséra à feuilles rondes (Drosera rotundifolia) et le Droséra intermédiaire (Drosera intermedia). Elle héberge également une fougère aquatique, le lycopode inondé (Lycopodiella inundata) et plusieurs espèces protégées au niveau régional et particulièrement rares en Sarthe : la Grassette du Portugal (Pinguicula lusitanica), la Parisette à quatre feuilles (Paris quadrifolia) et le Jonc squarreux (Juncus squarrosus). La zone héberge également plusieurs espèces d'oiseaux migrateurs ou nicheurs inscrits sur la liste de protection régionale comme la Locustelle tachetée (Locustella naevia), le Faucon hobereau (Falco subbuteo), la Mésange noire (Periparus ater), le Pouillot siffleur (Phylloscopus silibatrix) ou le Pouillot fitis (Phylloscopus trochilus).
Les Alentours de la Grifferie et de la Roche bandée forment une ZNIEFF d'une superficie de 33 hectares, située en bord du Loir à l'est du territoire communal et particulièrement remarquable par son peuplement de chauves-souris. Les carrières souterraines creusées dans le tuffeau abritent six espèces protégées de chiroptères, dont le Grand Murin (Myotis myotis), le Vespertilion à moustaches (Myotis mystacinus), le Vespertilion de Daubenton (Myotis daubentoni), le Vespertilion de Bechstein (Myotis bechsteini), l'Oreillard commun (Plecotus auritus) et le Grand Rhinolophe (Rhinolophus ferrumequinum). Les combles du château de la Grifferie abritent l'une des plus importantes colonies de reproduction du département. L'ensemble de ces colonies est d'ailleurs menacé par l'effondrement des plafonds des carrières souterraines. Les pelouses calcaires aux abords des carrières accueillent des espèces végétales très rares dans le département comme le Bugle petit-pin (Ajuga chamaepitys), la Coquesigrue (Ononis natrix) ou encore le Rosier rouillé (Rosa rubiginosa).
La ZNIEFF du Coteau du Loir et carrières souterraines de la Violonnerie, d'une superficie de 37 hectares, englobe la réserve naturelle régionale des Caforts. Elle se distingue par la présence d'une quinzaine d'espèces de chauves-souris dans les cavités souterraines. Les pelouses calcicoles accueillent d'importantes populations d'orchidées et de Grémil pourpre bleu (Buglossoides purpurocaerulea). La zone présente également un intérêt pour son peuplement de reptiles, principalement le Lézard vert, le Lézard des murailles et la Vipère aspic.
La Vallée de l'Aune, une ZNIEFF de type 2 et d'une superficie de 322 hectares s'étend sur trois communes dont le nord-est du territoire de Luché-Pringé autour du Manoir de Venevelles. Elle est fortement fragilisée par la création de nombreuses mares de loisirs, la multiplication des drainages et l'exploitation agricole, mais accueille plusieurs espèces végétales peu fréquentes en Sarthe. Enfin, la ZNIEFF de la Vallée du Loir de Pont-de-Braye à Bazouges-sur-Loir, également de type 2, est l'une des plus importantes en Sarthe avec plus de 15 000 hectares et s'étend sur trente-six communes dont Luché-Pringé, principalement pour la partie sud de son territoire. Elle recouvre notamment la zone protégée par le réseau Natura 2000. Cette vallée alluviale constitue la limite nord des aires de répartition de plusieurs espèces végétales d'affinité méditerranéenne. Elle présente un intérêt majeur pour ses populations de chauves-souris et constitue une zone de stationnement pour de nombreux oiseaux migrateurs.

Spécimens de la faune et de la flore présents à Luché-Pringé
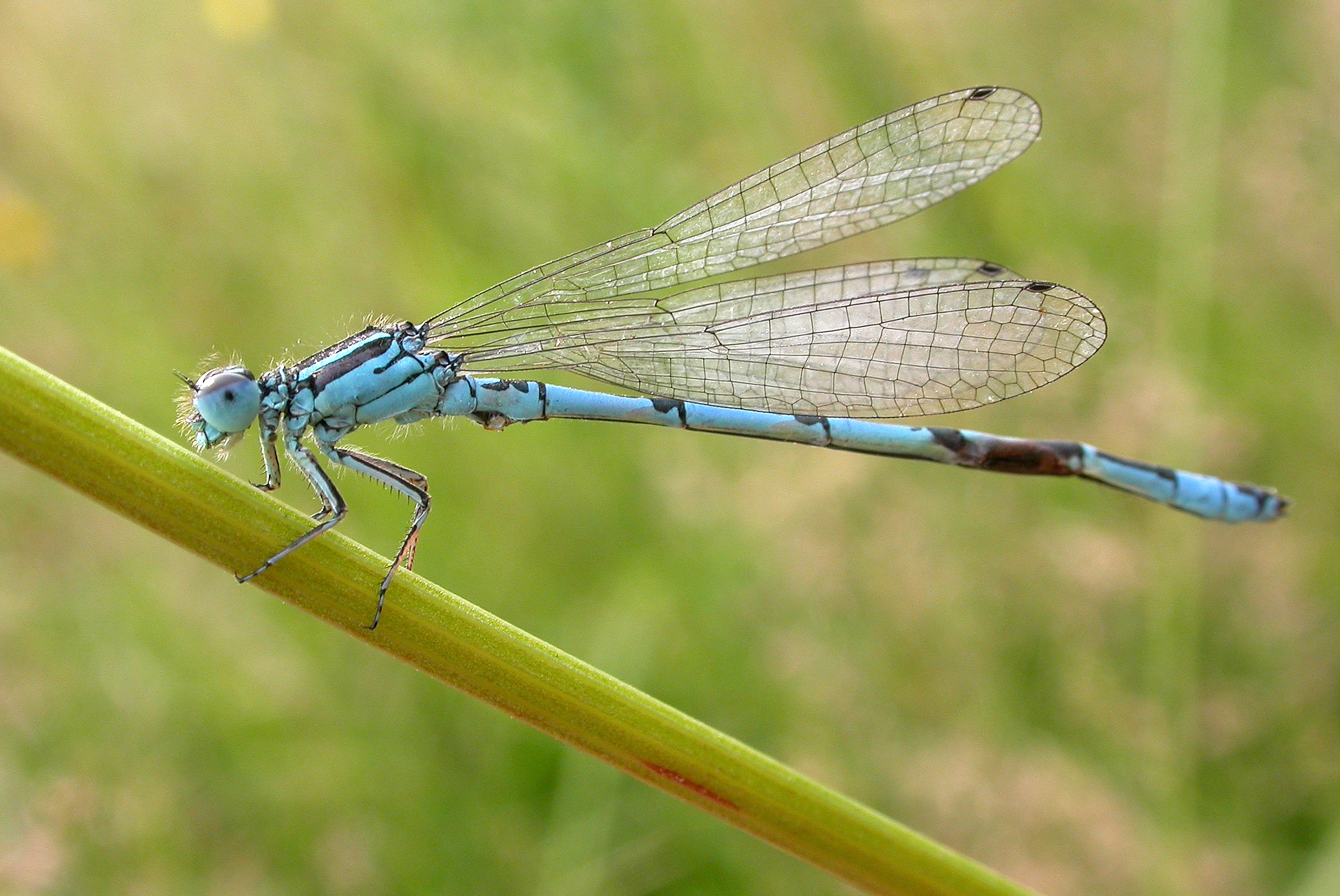
Agrion de Mercure.
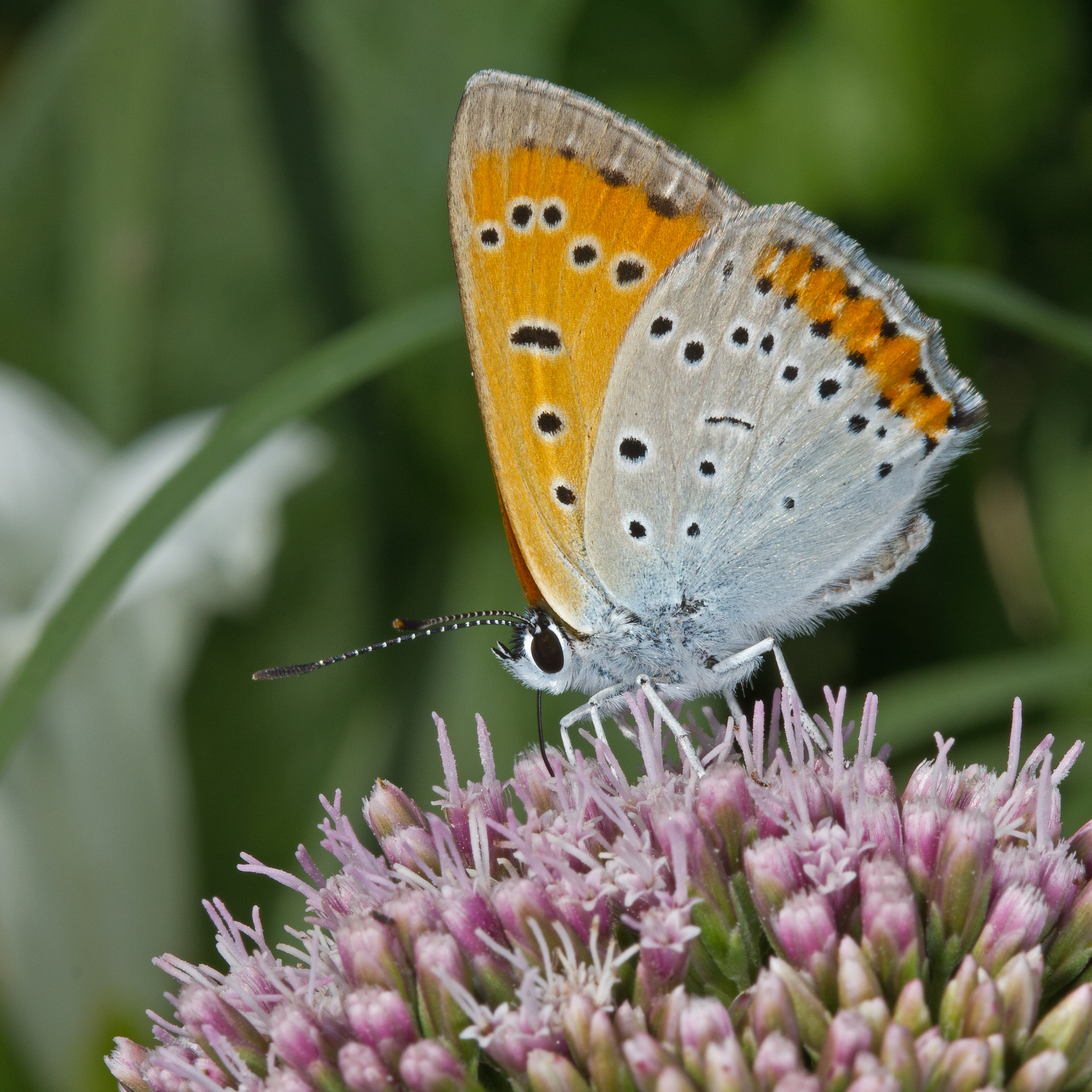
Cuivré des marais.
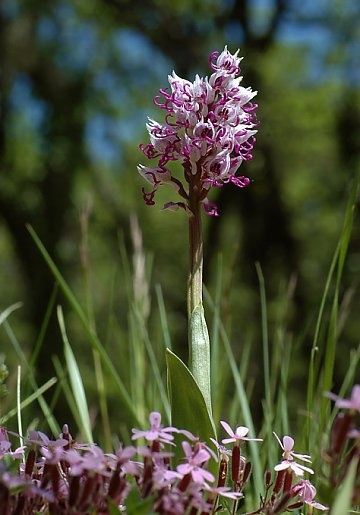
Orchis singe.
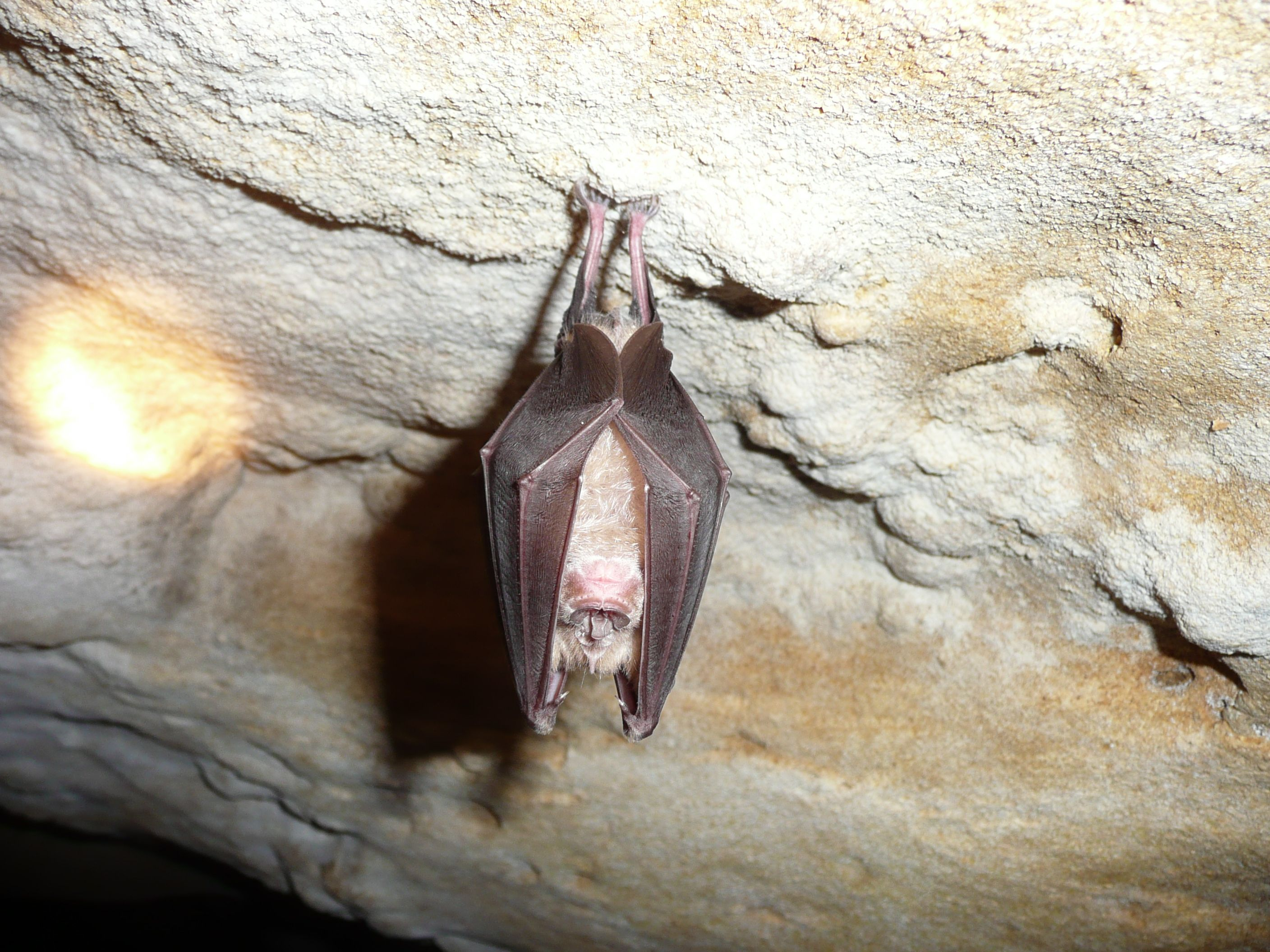
Grand rhinolophe.
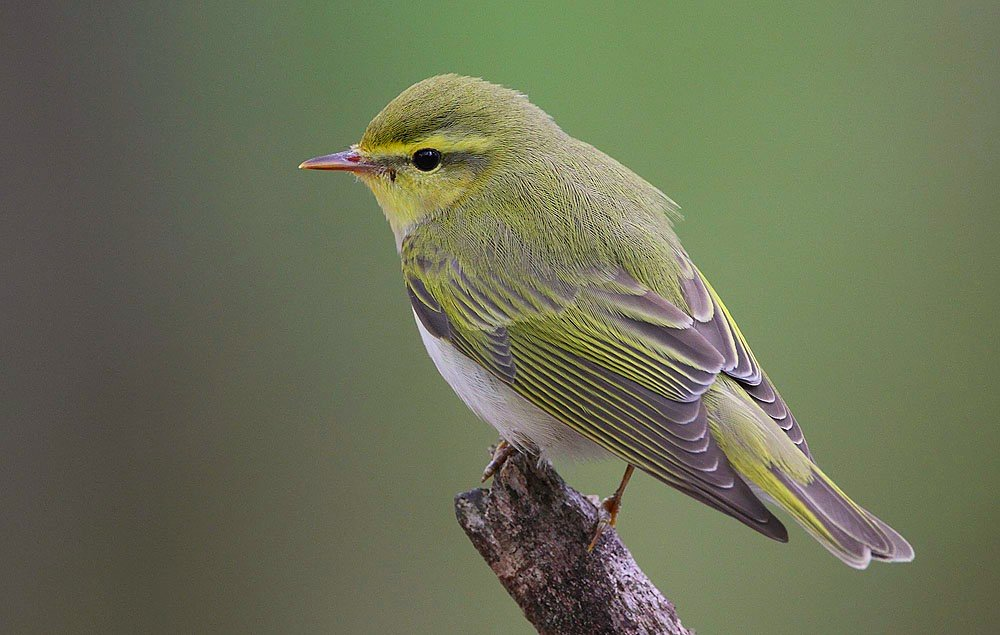
Pouillot siffleur.

### Héraldique
| Armes de Luché-Pringé | Les armoiries de Luché-Pringé se blasonnent ainsi : De gueules à une coquille d'or surmonté d'une cordelière d'argent, au chef parti au I d'azur à la fleur de lys d'or et à la bordure cousue de gueules et au II coupé d'argent et d'azur au pal brochant de l'un et de l'autre. |

### Personnalités liées
- Geoffroy de Ruillé (1842-1922), sculpteur animalier.
- Norbert-Georges-Pierre Rousseau (1871-1939), né à Luché-Pringé, supérieur du grand séminaire du Mans, fondateur-directeur de la Revue grégorienne en 1911, évêque du Puy-en-Velay de 1925 à 1939.
- Norbert Dufourcq (1904-1990), organiste et musicologue, propriétaire du manoir de Vénevelles.